# U 46
U 46 byla německá ponorka typu VIIB postavená před druhou světovou válkou pro německé válečné námořnictvo. Do služby byla zařazena 2. listopadu 1938 pod velením kapitänleutnanta (Kptlt.) Herberta Sohlera.

## Konstrukce
Německé ponorce typu VIIB předcházely kratší ponorky typu VIIA. U 46 měla výtlak 753 tun při plavbě na hladině a 857 tun při plavbě pod hladinou. Měla délku 66,50 m, šířku 6,20 m, výšku 9,50 m a ponor 4,74 m. Pohon zajišťovaly dva čtyřtaktní šestiválcové diesel motory Germaniawerft F46 o výkonu 2 800 až 3 200 PS při plavbě na hladině a dva elektrické motory BBC GG UB 720/8 s výkonem 750 PS při plavbě pod hladinou. Byla vybavena dvěma hřídeli a dvěma 1,23 m lodními šrouby. U 45 mohla operovat v hloubce až 230 metrů. 
U 46 dosáhla maximální rychlosti na hladině 17,9 uzlů (33,2 km/h) a 8 uzlů (15 km/h) při plavbě pod hladinou. Operační dosah činil 90 nm (170 km) při rychlosti čtyř uzlů (7,4 km/h) pod hladinou moře a 8 700 nm (16 100 km) při rychlosti 10 uzlů (19 km/h).
Ve výzbroji U 46 bylo pět torpédometů ráže 533 mm (4 na přídi a 1 na zádi), 88 mm námořní rychlopalný kanón SK C/35 a jeden 20 mm protiletadlový kanón.
Posádku tvořilo čtyřicet čtyři až šedesát mužů.

## Historie služby
Ponorka U 46 byla objednána v loděnicích Friedrich Krupp Germaniawerft AG v Kielu pod výrobním číslem 582. Výroba byla zahájena 24. února 1937 a na vodu byla spuštěna 10. září 1938. Do služby byla zařazena 2. listopadu 1938.
V období od 2. listopadu 1938 do 31. srpna 1939 byla zařazena do 7. ponorkové flotily Wegener v Kiel (výcvik). Po reorganizaci flotily byla zařazena od 1. září 1939 do 1. září 1941 jako bojová ponorka 7. ponorkové flotily v Kiel a Saint Nazaire. Od 2. září 1941 do 31. března 1942 sloužila jako školní ponorka u 26. ponorkové flotily v Pilavě. Od 1. dubna 1942 byla přeřazena k 24. ponorkové flotile v Gdaňsku a Memel opět jako výcviková ponorka.
V období 19. srpna 1939 až 1. října 1943 ponorka U 46 vyplula na třináct bojových plaveb při nich potopila dvacet čtyři lodí o celkové tonáži 130 962 BRT, z toho dva pomocné křižníky – HMS Carinthia (20 277 BRT) a HMS Dunvegan Castle (15 007 BRT). Poškodila čtyři lodi o celkové tonáži 25 491 BRT. Pro nadměrné opotřebení strojního zařízení byla 1. října 1943 stažena ze služby. Do konce války byla využívána jako stacionární torpédová loď v přístavu Neustadt.

### První bojová plavba
Po ukončení výcviku 19. srpna 1939 v 00:00 hodin ponorka U 46 opustila Kiel a vyplula na první bojovou plavbu (před vypuknutím druhé světové války), pod vedením Kptlt. Herberta Sohlera a vrátila se zpět do Kielu 15. září 1939. Během dvaceti osmi denní plavby v severní části Atlantském oceánu západně od Irska nebyla potopena ani poškozena žádná nepřátelská plavidla.

### Druhá bojová plavba
Dne 3. října 1939 U 46 vyplula ke své druhé bojové plavbě opět pod velením Kptlt. Herberta Sohlera a vrátila se 7. listopadu 1939. Operační prostor byl v severní části Atlantském oceánu. Při této bojové plavbě byla potopena jedna loď o tonáži 7 028 BRT. Ponorka U 46 se zúčastnila skupinového napadení konvoje HG-3, podle taktiky, kterou vypracoval Karl Dönitz. Později tato taktika byla používána pod názvem vlčí smečky. Na základě zjištění monitoringu a rozkrytí rádiových zpráv německou námořní zpravodajskou službou byla určena předpokládaná trasa konvoje HG-3 na který zaútočila skupina německých ponorek mimo U 46 také U 45, U 42 a U 37. Konvoj HG-3 měl 25 z toho byly potopeny tři lodi.
| datum          | jméno            | příslušnost | tonáž [BRT] | konvoj |          | zdroj |
| -------------- | ---------------- | ----------- | ----------- | ------ | -------- | ----- |
| 17. říjen 1939 | City of Mandalay | VB          | 7 028       | HG-3   | potopena | [ 5 ] |

### Třetí bojová plavba
U 46 vyplula z Kielu 19. listopadu 1939 a vrátila se 10. ledna 1940. Operační prostor byl západně od Irska v Atlantském oceánu. Byla potopena jedna loď bez ztrát na životech
| datum             | jméno  | příslušnost | tonáž [BRT] | konvoj |          | zdroj |
| ----------------- | ------ | ----------- | ----------- | ------ | -------- | ----- |
| 21. prosinec 1939 | Rudolf | Norsko      | 924         |        | potopena | [ 5 ] |

### Čtvrtá bojová plavba
U 46 vyplula z Kielu 29. ledna 1940. Krátce na to byla poškozena ledovou krou a byla nucena plout do Helgolandu, kde připlula 1. března 1940. Dne 3. března vyplula na cestu do Wilhelmshavenu kam doplula 5. března 1940.

### Pátá bojová plavba
Dne 11. března 1940 vyplula z Wilhelmshavenu a vrátila se 23. dubna 1940 do Kielu. Během plavby v oblasti Westfjordu, Ofotfjordu a Tysfjordu nebyly potopeny žádné lodě. Od 22. května 1940 byla provedena výměna velitelů. Novým velitelem se stal kptlt. Engelbert Endrass.

### Šestá bojová plavba
Na šestou bojovou plavbu ponorka vyplula 1. června 1940 z přístavu Kiel a vrátila se 1. července 1940. Během této 31 denní plavbě byly v Biskajském zálivu a u španělského mysu Finisterre potopeny čtyři lodi o celkové tonáži 15 070 BRT, pomocný křižník HMS Carinthia o tonáži 20 277 BRT a jedna loď o tonáži 8 782 BRT byla poškozena.
| datum           | jméno         | příslušnost | tonáž [BRT] | konvoj |          | zdroj |
| --------------- | ------------- | ----------- | ----------- | ------ | -------- | ----- |
| 6. června 1940  | HMS Carinthia | Royal Navy  | 20 277      |        | potopena | [ 5 ] |
| 9. června 1940  | Margareta     | Finsko      | 2 155       |        | potopena | [ 5 ] |
| 11. června 1940 | Athelprince   | VB          | 8 782       | OG-33F | poškozen | [ 5 ] |
| 12. června 1940 | Barbara Marie | VB          | 4 223       | SL-34  | potopena | [ 5 ] |
| 12. června 1940 | Willowbank    | VB          | 5 041       | SL-34  | potopena | [ 5 ] |
| 17. června 1940 | Elips         | Řecko       | 3 651       |        | potopena | [ 5 ] |

### Sedmá bojová plavba
Na sedmou bojovou plavbu ponorka U 46 vyplula 8. srpna 1940 Z Kielu a vrátila se 6. září 1940 na francouzskou základnu v Lorientu. Operační prostor 34 denní plavby byl v severní části Atlantského oceánu a v Lamanšském průlivu. Dne 3. srpna 1940 ponorku U 46 zaměřila britská ponorka HMS Triad, která se vracela z bojové hlídky severně od Bergenu. Protože neměla dobrou pozici pro provedení torpédového útoku v 22:30 se vynořila a zaútočila na U 46 svým 102 mm (4 palcovým) kanonem. Ponorka U 46 neopětovala protiútok, ale ponořila se. HMS Triad krátce pronásledoval německou ponorku, záhy však ztratil s ní kontakt. Ponorka U 46 vplula 4. srpna 1940 do Bergenu k provedení oprav a vyplula 8. srpna 1940 zpět na moře.
Během sedmé bojové plavby bylo potopeno pět lodí s celkovou tonáží 19 502 BRT a pomocný křižník o tonáži 15 007 BRT. Parník Ville de Hasselt byl už poškozen torpédem ponorky U 38. Dne 20. září 1940 byla převelena z ponorkové základny Lorien na ponorkovou základnu Saint Nazaire.
| datum          | jméno               | příslušnost | tonáž [BRT] | konvoj |           | zdroj |
| -------------- | ------------------- | ----------- | ----------- | ------ | --------- | ----- |
| 16. srpna 1940 | Alcinous            | Holandsko   | 6 189       | OB-197 | poškozena | [ 5 ] |
| 20. srpna 1940 | Leonidas M. Valmas  | Řecko       | 2 080       |        | potopena  | [ 5 ] |
| 27. srpna 1940 | HMS Dunvegan Castle | Royal Navy  | 15 007      | SL-43  | potopena  | [ 5 ] |
| 31. srpna 1940 | Ville de Hasselt    | Belgie      | 7 461       |        | potopena  | [ 5 ] |
| 2. září 1940   | Thornlea            | VB          | 4 251       | OB-205 | potopena  | [ 5 ] |
| 2. září 1940   | Bibury              | VB          | 4 616       | OB-205 | potopena  | [ 5 ] |
| 4. září 1940   | Luimneach           | Irsko       | 1 074       |        | potopena  | [ 5 ] |

### Osmá bojová plavba
Na osmou bojovou plavbu vyplula U 46 dne 23. září 1940 z ponorkové základny v Saint Nazaire a vrátila se 29. září 1940 zpět. Operační prostor byl v severní části Atlantského oceánu a v Biskajském zálivu. Během osmé bojové plavby potopila U-46 dvě lodě o celkové tonáži 3 921 BRT.
| datum         | jméno       | příslušnost | tonáž [BRT] | konvoj |          | zdroj |
| ------------- | ----------- | ----------- | ----------- | ------ | -------- | ----- |
| 26. září 1940 | Coast Wings | VB          | 862         | OG-43  | potopena | [ 5 ] |
| 26. září 1940 | Siljan      | Švédsko     | 3 058       |        | potopena | [ 5 ] |

### Devátá bojová plavba
Na devátou bojovou plavbu ponorka U 46 vyplula 13. října 1940 z ponorkové základny Saint Nazaire a vrátila se 29. října 1940 do Kielu. V průběhu bojové plavby napadla lodi z konvoje SC-7 a HX-79, potopila pět lodí o celkové tonáži 22 966 BRT a poškodila britský parník Wandby o tonáži 4 947 BRT. Dne 25. října byla objevena a atakována třemi letadly Lockheed Hudson z 233. perutě RAF, při útoku byl smrtelně zraněn jeden člen posádky.
| datum          | jméno       | příslušnost | tonáž [BRT] | konvoj |          | zdroj |
| -------------- | ----------- | ----------- | ----------- | ------ | -------- | ----- |
| 18. října 1940 | Beatus      | VB          | 4885        | SC-7   | potopena | [ 5 ] |
| 18. října 1940 | Convallaria | Švédsko     | 1 996       | SC-7   | potopena | [ 5 ] |
| 18. října 1940 | Gunborg     | Švédsko     | 1 572       | SC-7   | potopena | [ 5 ] |
| 19. října 1940 | Ruperra     | VB          | 4 548       | HX-79  | potopena | [ 5 ] |
| 20. října1940  | Janus       | Švédsko     | 9 965       | HX-79  | potopena | [ 5 ] |

### Desátá bojová plavba
Na desátou bojovou plavbu ponorka U 46 vyplula z Kielu 12. února 1941 a 4. března 1941 připlula do ponorkové základny v Saint Nazaire. Během bojové plavby v severním Atlantském oceánu nepotopila ani nepoškodila žádnou loď.

### Jedenáctá bojová plavba
Na jedáctou bojovou plavbu ponorka U 46 vyplula 15. března 1941 z ponorkové základny Saint Nazaire a vrátila zpět 10. dubna 1941. Operační prostor byl západně od Irska. V průběhu bojové plavby byly potopeny tři lodi o celkové tonáži 17 465 BRT a loď Alderpool (4 313 BRT) byla poškozena a 3. dubna 1941 potopena ponorkou U 73.
| datum           | jméno            | příslušnost | tonáž [BRT] | konvoj |           | zdroj |
| --------------- | ---------------- | ----------- | ----------- | ------ | --------- | ----- |
| 29. března 1941 | Liguria          | Švédsko     | 1 751       | OB-302 | potopena  | [ 5 ] |
| 31. března 1941 | Castor           | Švédsko     | 8 714       |        | potopena  | [ 5 ] |
| 2. dubna 1941   | British Reliance | VB          | 7 000       | SC-26  | potopena  | [ 5 ] |
| 3. dubna 1941   | Alderpool        | VB          | 4 313       | SC-26  | poškozena | [ 5 ] |

### Dvanáctá bojová plavba
Na dvanáctou bojovou plavbu ponorka U 46 vyplula 15. května 1941 z ponorkové základny v Saint Nazaire a vrátila se zpět 13. června 1941. Operačním prostorem byl severní Atlantský oceán. V průběhu bojové plavby byly potopeny dvě lodi o celkové tonáži 10 893 BRT a jedna loď poškozena.
| datum          | jméno      | příslušnost | tonáž [BRT] | konvoj |           | zdroj |
| -------------- | ---------- | ----------- | ----------- | ------ | --------- | ----- |
| 8. června 1941 | Ensis      | VB          | 6 207       |        | poškozena | [ 5 ] |
| 8. června 1941 | Trevarrack | VB          | 5 270       | OB-329 | potopena  |       |
| 9. června 1941 | Phidias    | VB          | 5 623       | OB-330 | potopena  | [ 5 ] |

### Třináctá bojová plavba
Na třináctou bojovou plavbu ponorka U 46 vyplula 26. července 1941 z ponorkové základny v Saint Nazaire a 26. srpna 1941 připlula do přístavu v Kiel. Během bojové plavby v severním Atlantském oceánu nepotopila ani nepoškodila žádnou loď.

### Další služba
Od 2. září 1941 byla převelena k 26. ponorkové flotile v Pilavě, kde byla využívána jako výcviková ponorka. Od 1. dubna 1942 byla přeřazena k 24. ponorkové flotile v Gdaňsku a Memel opět jako výcviková ponorka. Pro značné opotřebení byla 1. října 1943 vyřazena z provozu.

### Zánik
Na konci války 4. května 1945 v rámci Regenbogen-Befehl (operace Duha) byla potopena vlastní posádkou v zátoce Kupfermühlen poblíž města Flensburg.
Během své služby ponorka U 46 ztratila čtyři členy posádky.

### Vlčí smečky
- Rösing (12.–15. června 1940)
- West (19. května–6. června 1941)

## Velitelé
02.11.1938 – 21.05.1940 – Kptlt. Herbert Sohler
22.05.1940 – 24.09.1941 – Kptlt. Engelbert Endrass
??.10.1941 – 19.11.1941 – Oblt. Peter-Ottmar Grau
20.11.1941 – ??.03.1942 – Oblt. Konstantin von Puttkamer
??.03.1942 – ??.04.1942 – Oblt. Kurt Neubert
20.04.1942 – ??.05.1942 – Oblt. Ernst von Witzendorff
??.05.1942 – ??.07.1942 – Lt. Franz Saar
??.08.1942 – 30.04.1943 – Oblt. Joachim Knecht
01.05.1943 – ??.01.1943 – Oblt. Erich Jewinski
Kptlt. – Kapitanleutnant (námořní kapitán), Oblt – Oberleutnant zur See (námořní poručík, Lt – Leutnant zur See (námořní podporučík)